# Gouvernement Tomégah-Dogbé II
Quatrième République
Tomégah-Dogbé I Tomégah-Dogbé III
Le gouvernement Victoire Tomégah-Dogbé II est le gouvernement de la république du Togo en place du 8 septembre 2023 au 20 août 2024.

## Historique
Le premier gouvernement conduit par la Première ministre Victoire Tomégah-Dogbé couvre la période du 1er octobre 2020 au 8 septembre 2023. Il compte 34 portefeuilles dont 33 effectivement occupés. Il est composé de ministres et de ministres délégué avec un ministre d'État.
Le gouvernement Tomégah-Dogbé I comptait dix femmes et vingt-trois hommes. Dix-sept nouvelles figures font leur entrée dans l’équipe gouvernementale. Seize membres du Gouvernement sortant sont reconduits. Parmi ceux-ci, treize ministres gardent leurs portefeuilles et trois obtiennent de nouvelles fonctions.
Le 8 septembre 2023, un remaniement du gouvernement Tomégah-Dogbé est annoncé,.
Le ministère du Plan et de la Coopération est rattaché à la Présidence de la République.

## Composition du gouvernement

### Première Ministre
| Portrait               | Fonction          | Titulaire | Titulaire              | Parti |
| ---------------------- | ----------------- | --------- | ---------------------- | ----- |
| Victoire Tomégah-Dogbé | Première ministre |           | Victoire Tomégah-Dogbé | UNIR  |

### Membres du gouvernement[6],[1]
| Fonction | Type de poste | Titulaire                        | Parti |
| --- | --- | -------------------------------- | ----- |
| Ministre de l'Administration territoriale, de la Décentralisation et du Développement des territoires                                               | Ministre | Hodabalo Awate                   | UNIR  |
| Ministre de l'Action sociale, de la Promotion de la femme et de l'Alphabétisation                                                                   | Ministre | Adjovi Lonlongno Apedo           | ?     |
| Ministre des Affaires étrangères, de l'Intégration régionale et des Togolais de l'extérieur                                                         | Ministre | Robert Dussey                    | ?     |
| Ministre de l'Agriculture, de l'Élevage et du Développement rural                                                                                   | Ministre | Antoine Lékpa Gbegbeni           | UNIR  |
| Ministre des Armées | Ministre | Essozimna Marguerite Gnakadè     | ?     |
| Ministre du Commerce, de l'artisanat et de la Consommation locale                                                                                   | Ministre | Kayi Mivedor                     | UNIR  |
| Ministre de la Communication, des Médias, porte-parole du Gouvernement                                                                              | Ministre | Akodah Ayewouadan                | ?     |
| Ministre de la Culture et du Tourisme | Ministre | Kossi Lamadokou                  | UNIR  |
| Ministre du Désenclavement et des Pistes rurales | Ministre | Bouraïma Kanfitine Tchede-Issa   | UNIR  |
| Ministre du Développement à la Base, de la Jeunesse et de l'Emploi des jeunes                                                                       | Ministre | Myriam Dossou de Souza-D'Almeida | UNIR  |
| Porte-parole du gouvernement Ministre des Droits de l'Homme, de la Formation à la citoyenneté, des Relations avec les institutions de la République | Ministre | Christian Eninam Trimua          | UNIR  |
| Ministre de l'Eau et de l'Hydraulique villageoise                                                                                                   | Ministre | Général de Brigade Damehane Yark | UNIR  |
| Ministre de l'Économie et des Finances | Ministre | Sani Yaya                        | UNIR  |
| Ministre de l'Économie maritime, de la Pêche et de la Protection côtière                                                                            | Ministre | Edem Tengue                      | UNIR  |
| Ministre de l'Économie numérique et de la Transformation digitale                                                                                   | Ministre | Cina Lawson                      | UNIR  |
| Ministre des Enseignements primaire, secondaire, technique et de l'Artisanat                                                                        | Ministre | Komla Dodzi Kokoroko             | UNIR  |
| Ministre de l'Enseignement supérieur et de la Recherche                                                                                             | Ministre | Ihou Wateba                      | UNIR  |
| Ministre de l'Environnement et des Ressources forestières                                                                                           | Ministre | Katari Foli-Bazi                 | UNIR  |
| Ministre de la Fonction publique, du Travail et du Dialogue social                                                                                  | Ministre | Gilbert Bawara                   | UNIR  |
| Ministre de la Promotion de l'investissement | Ministre | Manuella Modoukpe Santos         | ?     |
| Garde des sceaux Ministre de la Justice et de la Législation                                                                                        | Ministre | Guy Mipamb Nahm-Tchougli         | UNIR  |
| Ministre de la Santé, de l'Hygiène publique et de l'Accès universel aux soins                                                                       | Ministre | Moustafa Mijiyawa                | UNIR  |
| Ministre de la Sécurité et de la Protection civile                                                                                                  | Ministre | Calixte Batossie Madjoulba       | ?     |
| Ministre des Sports et des Loisirs | Ministre | Lidi Bessi Kama                  | ?     |
| Ministre des Transports routiers, ferroviaire et aérien                                                                                             | Ministre | Affoh Atcha-Dédji                | UNIR  |
| Ministre des Travaux publics | Ministre | Zouréhatou Kassah-Traoré         | UNIR  |
| Ministre de l'Urbanisme, de l'Habitat et de la Réforme foncière                                                                                     | Ministre | Kodjo Sévon Tépé Adedze          | UNIR  |
| Ministre chargé du Développement des territoires | Ministre délégué auprès du Ministre de l'Administration territoriale, de la Décentralisation et du Développement des territoires | Hodabalo Awate                   |       |
| Ministre délégué chargé de l'Enseignement technique et de l'Artisanat                                                                               | Ministre des Enseignements primaire, secondaire, technique et de l'Artisanat                                                     | Kokou Eke Odin                   | UNIR  |
| Ministre délégué chargé de l'Accès universel aux soins                                                                                              | Ministre de la Santé, de l'Hygiène publique et de l'Accès universel aux soins                                                    | Jean-Marie koffi Ewonoule Tessi, |       |
| Ministre Secrétaire général du Gouvernement | Première Ministre | Christian Trimua                 | UNIR  |
| Ministre Secrétaire général de la Présidence | Ministre attaché à la présidence de la République                                                                                | Sandra Ablamba Johnson           | UNIR  |
| Ministre chargé de l'Inclusion financière et de l'Organisation du secteur informel                                                                  | Ministre attaché à la présidence de la République                                                                                | Mazamesso Assih                  | UNIR  |
| Ministre délégué auprès du Président de la République chargé de l'Énergie et des Mines                                                              | Ministre attaché à la présidence de la République                                                                                | Mawougno Aziablé                 | UNIR  |
| Ministère des droits de l'homme, de la formation à la citoyenneté et des relations avec les institutions de la République                           | Ministre chargé des droits de l'homme                                                                                            | Pacôme Yawovi Adjourouvi         | UNIR  |